# Doug Smith
Douglas „Doug” Smith (ur. 17 września 1969 w Detroit) – amerykański koszykarz, występujący na pozycji silnego skrzydłowego.
W 1987 został zaliczony do IV składu Parade All-American.

## Osiągnięcia
Stan na 27 marca 2022, na podstawie, o ile nie zaznaczono inaczej.

### NCAA
- Mistrz NCAA (1988)
- Wicemistrz NCAA (1991)
- Uczestnik rozgrywek:
  - Sweet 16 turnieju NCAA (1989)
  - turnieju NCAA (1988–1990)
- Mistrz:
  - turnieju konferencji Big Eight (1989, 1991)
  - sezonu regularnego konferencji Big Eight (1990)
- Koszykarz roku konferencji Big Eight (1990, 1991 wspólnie z Byronem Houstonem)
- MVP turnieju Maui Invitational (1990)
- Zaliczony do:
  - I składu Big Eight (1990, 1991)
  - II składu All-American (1990, 1991 przez UPI)
  - III składu All-American (1991 przez AP)
  - Galerii Sław Sportu Stanu Missouri (2017)
- Drużyna Missouri Tigers zastrzegła należący do niego numer 34
- Lider:
  - wszech czasów Big 8 w liczbie oddanych rzutów z gry (1758)
  - Big 8 w:
    - średniej punktów (1991 – 23,6)
    - liczbie oddanych rzutów z gry (1990 – 462, 1991 – 553)

### Drużynowe
- Mistrz:
  - CBA (1997, 1998)
  - International Basketball League – IBL (2000, 2001)
  - ABA (2002)

### Indywidualne
- MVP IBL (2000)
- Zaliczony do:
  - I składu IBL (2000)
  - II składu CBA (1998)

### Reprezentacja
- Wicemistrz:
  - igrzysk:
    - dobrej woli (1990)
    - panamerykańskich (1999)

  - Ameryki (1989)
- Brązowy medalista mistrzostw świata (1990)